# Жеммап
Департамент Жеммап (фр. Département de Jemmapes) — административная единица Первой французской империи, располагавшаяся на землях современной бельгийской провинции Эно. Департамент назван в честь деревни Жеммап (варианты написания — Жемап, Жемапп), возле которой французские войска одержали победу над австрийцами.
В ноябре 1792 года генерал Дюмурье в сражении при Жемапе разгромил австрийские войска, что позволило французам занять Австрийские Нидерланды. 2 марта 1793 года было объявлено о включении провинции Эно в состав Франции, и 12 марта был образован департамент Жеммап, названный так в честь места французской победы. В него вошли территории графства Эно, сеньории Турне и Турнези, а также части графства Намюр и Льежского княжества-епископства. Однако 2 апреля 1793 года Эно была вновь занята австрийцами.
После произошедшей 26 июня 1794 года битвы при Флерюсе наступил перелом, и французы вновь начали занимать Австрийские Нидерланды. 30 августа 1795 года департамент Жеммап был создан вновь. После разгрома Наполеона эти земли вошла в состав Объединённого королевства Нидерландов.
Примечательно, что сражение при Жеммап положило начало новой тактике, сочетающей наступление пехотных колонн и действия стрелков в рассыпном строю.